# 이마티아현
이마티아(그리스어: Ημαθία)는 그리스의 현으로 중앙마케도니아 주에 속한다. 북쪽에는 피에리아 현, 서쪽에는 코자니 현, 북쪽에는 펠라 현, 동쪽에는 테살로니키 현이 있다. 동쪽으로 테르마코스 만 해안선과도 접한다. 중심 도시는 베리아이다. 